# Haemaphysalis vidua
Haemaphysalis vidua este o specie de căpușe din genul Haemaphysalis, familia Ixodidae, descrisă de Warburton și Thomas Nuttall în anul 1909. Conform Catalogue of Life specia Haemaphysalis vidua nu are subspecii cunoscute.